# Ida Gerhardt Academie
Ida Gerhardt Academie is een middelbare school in Geldermalsen.  De school is vernoemd naar classica en dichteres Ida Gerhardt.

## Schoolconcept
De school werkt met het schoolconcept van SvPO voor persoonlijk onderwijs in kleine klassen, extra onderwijstijd en huiswerk op school.

## Gebouw
In 2016 vestigde de school zich met 80 leerlingen in Geldermalsen. De school nam zijn intrek in het voormalige gebouw van het Waterschap. Wegens groei van het leerlingental was er na een aantal jaar behoefte aan een groter gebouw. De school gaf bouwbedrijf Dura Vermeer opdracht om, naar een ontwerp van architectenbureau BA32, een nieuw gebouw te realiseren. Het nieuwe schoolgebouw kenmerkt zich door veel natuurlijke lichtinval en een sheddak dat neutraal noorderlicht van boven geeft. Na aanvankelijke kritiek van de welstandcommissie kwam hier uiteindelijk toch toestemming voor van de gemeente. De school betrok het nieuwe gebouw in 2020 met 400 leerlingen. Het ontwerp dat gebruikt is voor het nieuwe schoolgebouw in Geldermalsen is hetzelfde als het ontwerp dat voor Tjalling Koopmans College in Hurdegaryp gebruikt is. Het nieuwe schoolgebouw telt 2000 m² vloeroppervlak, 2 gebruikslagen en 23 lokalen.

## Groei en inschrijving
Na een snelle groei bereikte de school al in 2020 het maximale aantal van 400 leerlingen. De school telt anno 2022 392 leerlingen. Ieder jaar worden er  80 nieuwe leerlingen aangenomen. Bij overschrijding van het maximumaantal leerlingen wordt ingeloot op de volgorde van reservering.

## Bevoegd gezag
De school valt onder de schoolstichting Pvo.